# Ивайло (филм)
Вижте пояснителната страница за други значения на Ивайло.
„Ивайло“ е български игрален филм (историческа, драма) от 1963 година на режисьора Никола Вълчев, по сценарий на Евгени Константинов и Никола Вълчев. Оператор е Константин Янакиев. Създаден е по романа „Тлееща жарава“ на Евгени Константинов. Музиката във филма е композирана от Боян Икономов.

## Актьорски състав
| Роля                | Изпълнител                                         |
|                     | В ролите                                           |
| ------------------- | -------------------------------------------------- |
| Ивайло              | Богомил Симеонов                                   |
| Калина              | Гинка Станчева                                     |
| Момчил войвода      | Цвятко Николов                                     |
| поп Манол           | Иван Братанов                                      |
| Шишко               | Трифон Джонев                                      |
| Царица Мария        | з. а. Луна Давидова                                |
| Цар Константин Асен | Михаил Михайлов                                    |
| болярят Деян        | Енчо Тагаров                                       |
| болярят Вълкан      | Николай Узунов                                     |
| Боян                | Стефан Димитров                                    |
| Цар Георги I Тертер | Йордан Спасов                                      |
| Хрельо              | Никола Дадов                                       |
| Стан                | Николай Дойчев                                     |
|                     | В епизодите                                        |
|                     | н. а. Цено Кандов (като Ц. Кандов)                 |
|                     | Христо Динев (като Хр. Динев)                      |
| Иванка              | Кунка Баева (като К. Баева)                        |
| дойката             | з. а. Елена Хранова (като Ел. Хранова)             |
|                     | Борис Арабов (като Б. Арабов)                      |
|                     | Весела Радоева (като В. Радоева)                   |
|                     | Кирил Донев (като К. Донев)                        |
|                     | Стоил Попов (като Ст. Попов)                       |
|                     | Християн Русинов (като Хр. Русинов)                |
| ковачът             | Аспарух Сариев (като А. Сариев)                    |
| боляринът бирник    | Найчо Петров (като Н. Петров)                      |
|                     | Георги Ставрев (не е посочен в надписите на филма) |
|                     | К. Хаджиминев                                      |
|                     | Б. Денизов                                         |
|                     | С. Аладжем                                         |
|                     | Д. Гачев                                           |
| кака Стойна         | Мария Ганчева (като М. Ганчева)                    |

## Творчески и технически екип
| Сценарий           | Евгени Константинов Никола Вълчев                                                                                              |
| Режисьори          | Никола Вълчев Георги Аврамов /втори режисьор/                                                                                  |
| Оператор           | Константин Янакиев |
| Художник           | Костадин Русаков |
| Музика             | Боян Икономов |
| Звукооператор      | Славчо Дилянов |
| Костюми            | Художник: Милка Начева Изпълнение: ТПК „Българско изкуство“                                                                    |
| Редактор           | Христо Сантов |
| Архитект           | Рандю Рандев |
| Втори художник     | Белин Белев |
| Комбинирани снимки | Оператор: Симеон Симеонов Художник: Стоян Кьосовски                                                                            |
| Грим               | Художник-гримьор: Манол Ловджиев Монтаж: Цветана Томова                                                                        |
| Асистент-режисьори | Виолета Лазарова Добромир Иванов Димитрия Василева Николай Милков                                                              |
| Асистент-оператори | Атанас Тасев Илия Балсамаджиев                                                                                                 |
| Старши организатор | Илия Томпалов |
| Консултанти        | По историческите въпроси: акад. Кр. Миятев проф. Дим. Ангелов Военните въпроси: Крум Янев Петър Клявков Фектовка: Е. Евстатиев |
| Музиката изпълнява | Оркестъра на българското радио и телевизия Диригент: Боян Икономов                                                             |
| Директор           | Христо Каранешев |
| Производство       | Българска кинематография Студия за игрални филми Втори творчески колектив /Copyright © 1963/                                   |

Масовите сцени са заснети със съдействието на народната армия